# ارنان کاراسکو
ارنان کاراسکو (اسپانیایی: Hernán Carrasco‎؛ زادهٔ ۲۹ مارس ۱۹۲۸) مربی فوتبال اهل شیلی بود.
وی سرمربی تیم ملی فوتبال السالوادور در جام جهانی فوتبال ۱۹۷۰ بوده‌است.